# Блява (село)
Блява — посёлок в составе городского округа Медногорск Оренбургской области России.

## География
Находится в долине реки Блява. С селом фактически слился одноимённый населённый пункт — посёлок при станции Блява.

## История
Село названо по реке.
Основано переселенцами с Украины не позднее 1883 г.. Краевед В. П. Калачёв пишет, что хутор Блява и село Оноприеновка основал Петр Андреевич Оноприенко.
В документе 1883 г. — хутор Аблява.  
В 1926 г. — хутор Блява Перво-Надеждинского с/с, Новопокровской волости, Орского уезда, Оренбургской губернии.
В 1940-54 гг. — центр Чапаевского с/с, в 1954-80-х — центр Блявинского с/с Кувандыкского района.

## Население
| 2010 |
| ---- |
| 133  |

В 1900 на хуторе Блявский 31 двор, 185 жителей. 
В 1926 — на хуторе Блява 110 хозяйств, 613 душ, преобладающая национальность — великороссы.
В 1970—366 жителей. 80 хозяйств, 236 жителей (2005 год).
Национальный состав
В 1926 преобладающая национальность — великороссы.
Всероссийская перепись населения 2002 года зафиксировала в селе Блява 208 жителей. 
Русских - 62%
Башкир - 28%

## Известные жители
Советский, казахстанский механизатор, директор Мартукской МТС; Герой Социалистического Труда (1957) Пономаренко, Иван Потапович родился в 1906 году в посёлке Блява Оренбургской губернии

## Инфраструктура
В разные годы население было занято в колхозе им. Чапаева (1930-61), совхозах «Победа» (с 1961), «Медногорский» (с 1970-х).
Основная школа, фельдшерско-акушерский пункт, клуб, библиотека. Население занято на заводах Медногорска, подсобном хозяйстве ОАО «Оренбургхлебопродукт» (с 2001 года).

## Транспорт
Автомобильный и железнодорожный транспорт. Действует остановочный пункт Блява Южно-Уральской железной дороги.